# Carex werdermannii
Carex werdermannii là một loài thực vật có hoa trong họ Cói. Loài này được L.Gross mô tả khoa học đầu tiên năm 1929.